# Megalostrata raptor
Espèce
Synonymes
- Hypsinotus raptor L. Koch, 1866
- Megalostrata venifica Karsch, 1880
- Delozeugma formidabile O. Pickard-Cambridge, 1893
- Delozeugma mordicans O. Pickard-Cambridge, 1897
- Chemmis frederici Simon, 1898
- Menalippe punctigera O. Pickard-Cambridge, 1898
- Megalostrata sperata Kraus, 1955

Megalostrata raptor est une espèce d'araignées aranéomorphes de la famille des Corinnidae.

## Distribution
Cette espèce se rencontre au Mexique, au Guatemala, au Salvador, au Costa Rica, au Panama et à Curaçao.

## Description
Le mâle décrit par Bonaldo en 2000 mesure 8,3 mm et la femelle 15,6 mm, les mâles mesurent de 7,6 à 12,5 mm et les femelles de 10,7 à 15,6 mm.

## Systématique et taxinomie
Cette espèce a été décrite sous le protonyme Hypsinotus raptor par L. Koch en 1866. Elle est placée dans le genre Corinna par Petrunkevitch en 1911 puis dans le genre Megalostrata par Bonaldo en 2000.
Megalostrata venifica, Delozeugma formidabile, Delozeugma mordicans, Chemmis frederici, Menalippe punctigera et Megalostrata sperata a été placée en synonymie par en synonymie par Bonaldo en 2000.

## Publication originale
- L. Koch, 1866 : Die Arachniden-Familie der Drassiden. Nürnberg, Hefte 1-6, p. 1-304.